# ریکو ردریگز
ریکو ردریگز (انگلیسی: Ricco Rodriguez؛ زادهٔ ۱۹ اوت ۱۹۷۷) ورزشکار هنرهای رزمی ترکیبی اهل ایالات متحده آمریکا است.